# Odontocolon alaskense
Odontocolon alaskense är en stekelart som först beskrevs av Sievert Allen Rohwer 1913.  Odontocolon alaskense ingår i släktet Odontocolon och familjen brokparasitsteklar. Inga underarter finns listade i Catalogue of Life.